# 松岡均平
松岡 均平（まつおか きんぺい、1876年11月28日 - 1960年6月10日）は、法学博士。男爵・松岡康毅の長男。男爵、貴族院議員。東京帝国大学法科教授。 

## 略歴
- 1894年（明治27年）：東京府尋常中学校卒業。第一高等学校入学。
- 1900年（明治33年）：東京帝国大学法科大学政治学科卒業
- 1901年（明治34年）：文部省嘱託。1903年12月、帝大法科大学助教授就任。
- 1909年（明治42年）：帝大法科経済学第5講座分担。その間、欧米に公費・私費留学。
- 1910年（明治43年）：東京帝大法科教授就任。1911年から1921年まで、満鉄東亜経済調査局長。
- 1919年（大正8年）：帝大経済学部教授就任。
- 1922年（大正11年）：拓殖大学学監就任。1924年同辞任。
- 1924年（大正13年）：1947年5月まで貴族院議員。1940年から1946年まで協調会副会長。

## 栄典
- 1945年（昭和20年）1月15日 - 御紋付木杯[1]

## 親族
- 妻:ゆか（西川政成長女）[2]
- 長男:康光 (1910〜1986)（日本大学教授）[2]
- 長女:純（三島通陽夫人）[2]
- 二女:清子（佐藤昌彦夫人）[2]